# Calophasia alexinschii
Calophasia alexinschii är en fjärilsart som beskrevs av Hormuzachi och Alexinschi 1930. Calophasia alexinschii ingår i släktet Calophasia och familjen nattflyn. Inga underarter finns listade i Catalogue of Life.